# Емір Байрамі
Емі́р Байрамі́ (швед. Emir Bajrami, * 7 березня 1988, Приштина) — шведський футболіст албанського походження. Лівий фланговий півзахисник нідерландського клубу «Твенте».
Насамперед відомий виступами за клуб «Ельфсборг», а також національну збірну Швеції.
Чемпіон Швеції. Володар Кубка Нідерландів. 

## Клубна кар'єра
Народився у СФРЮ в родині косовських албанців, після розпаду країни сім'я емігрувала до Швеції.
Вихованець футбольної школи клубу «Кепінгс». Дорослу футбольну кар'єру розпочав 2005 року в основній команді того ж клубу. 
Привернув увагу представників тренерського штабу клубу «Ельфсборг», до складу якого приєднався 2006 року. Відіграв за команду з Буроса наступні чотири сезони своєї ігрової кар'єри. Більшість часу, проведеного у складі «Ельфсборга», був основним гравцем команди.
До складу клубу «Твенте» приєднався 2010 року. Наразі встиг відіграти за команду з Енсхеде 34 матчі в національному чемпіонаті.

## Виступи за збірні
2006 року дебютував у складі юнацької збірної Швеції, взяв участь у 12 іграх на юнацькому рівні, відзначившись 1 забитими голами.
Протягом 2007–2011 років  залучався до складу молодіжної збірної Швеції. На молодіжному рівні зіграв у 25 офіційних матчах, забив 5 голів.
2010 року дебютував в офіційних матчах у складі національної збірної Швеції. Наразі провів у формі головної команди країни 14 матчів, забивши 2 голи.

## Титули і досягнення
- Чемпіон Швеції (1):

«Ельфсборг»:  2006
- Володар Суперкубка Швеції (1):

«Ельфсборг»: 2007
- Володар Кубка Нідерландів (1):

«Твенте»:  2010–11
- Володар Суперкубка Нідерландів (2):

«Твенте»:  2010, 2011
- Володар Кубка Греції (1):

«Панатінаїкос»:  2013–14